# Bernhard II. (Baden)

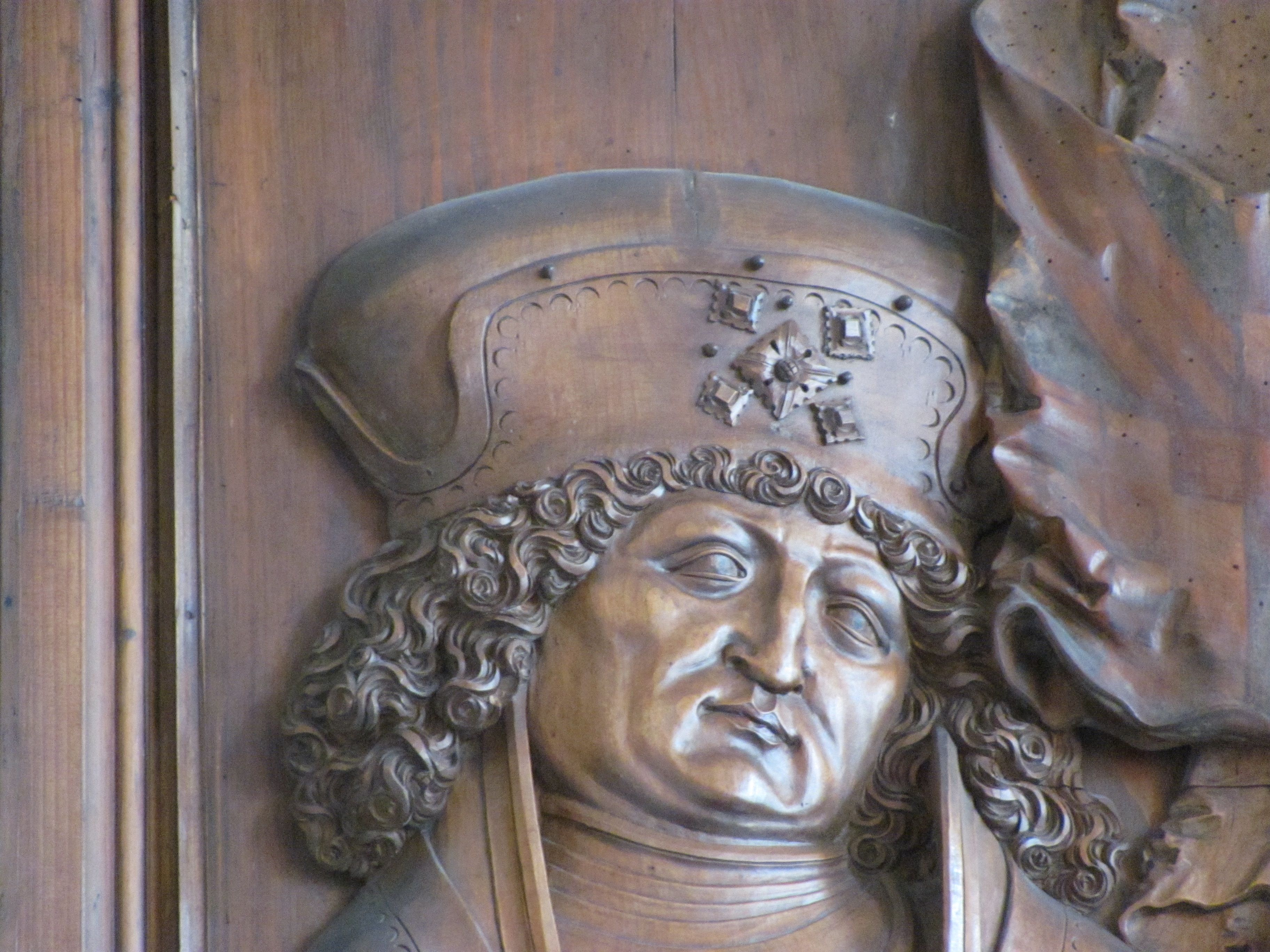
Bernhard II. von Baden auf dem Altar der Stadtkirche von Babenhausen (Hessen)

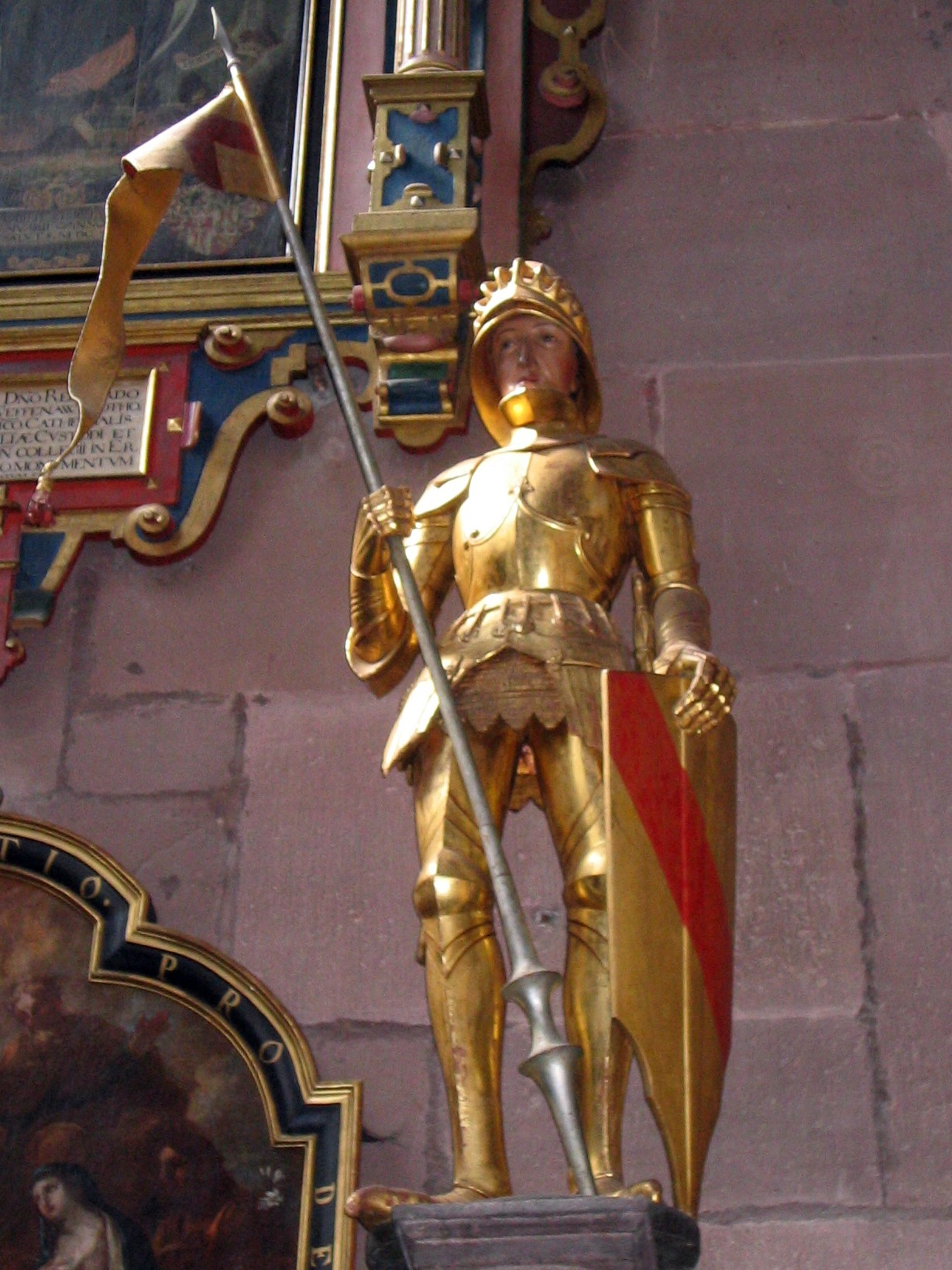
Bernhard II. von Baden, Brunnenfigur zu Ehren des Patronats über das Erzbistum Freiburg im Freiburger Münster

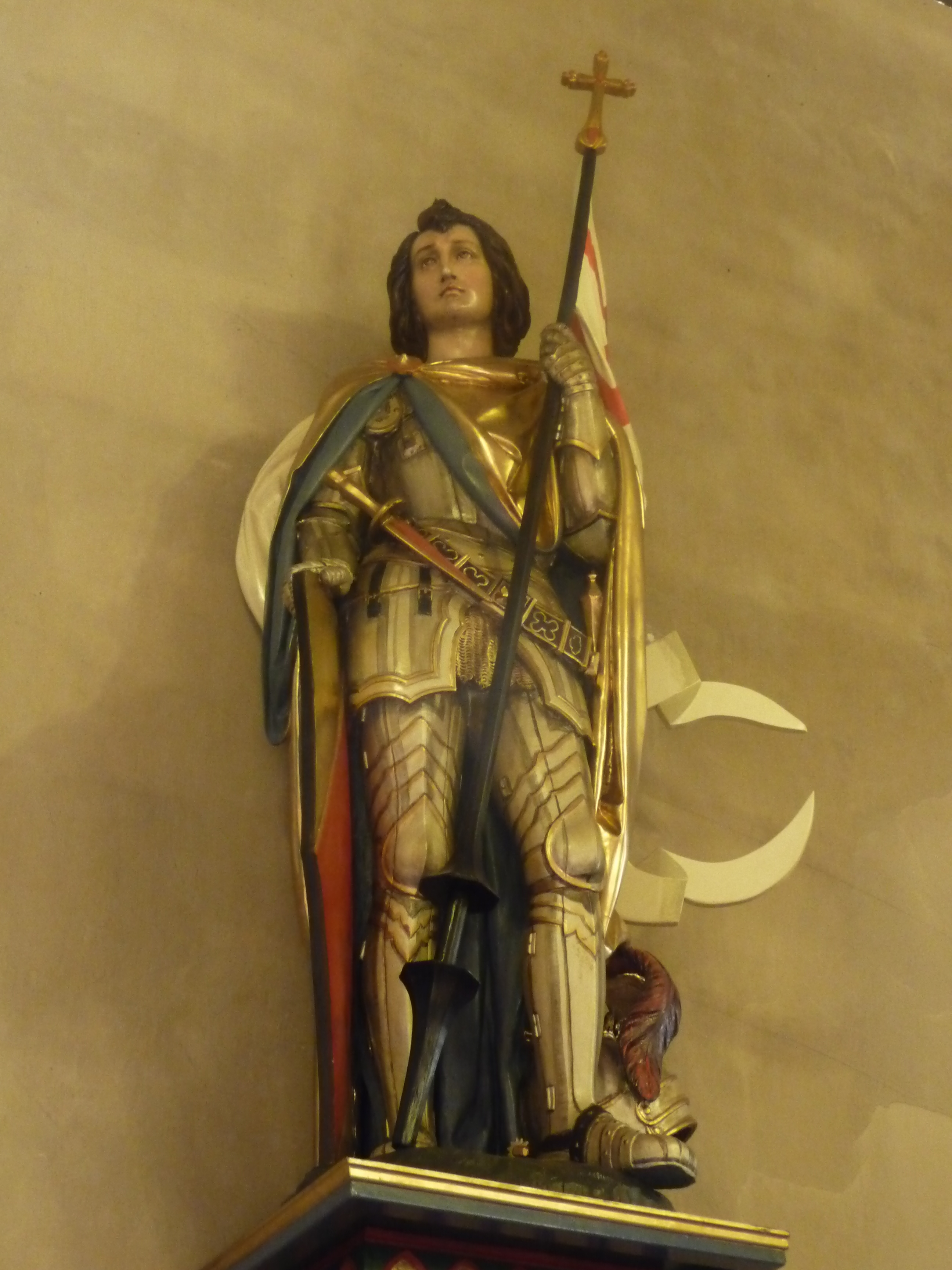
Figur in der Stiftskirche in Baden-Baden

Bernhard II. von Baden (* 1428/1429 in Baden-Baden; † 15. Juli 1458 in Moncalieri bei Turin/Italien) war der zweite Sohn Markgraf Jakobs I. von Baden und dessen Gemahlin Katharina von Lothringen. Er wurde Ende der zwanziger Jahre des 15. Jahrhunderts auf dem Baden-Badener Schloss Hohenbaden geboren. Sein genaues Geburtsdatum ist unbekannt. Er ist ein Seliger der römisch-katholischen Kirche (Gedenktag: 15. Juli).

## Leben
Bernhard II. von Baden wuchs in einem religiös geprägten Elternhaus auf. Sein Vater hat beispielsweise den Bau des Klosters Fremersberg und den weiteren Ausbau der Baden-Badener Stiftskirche veranlasst.
Bernhard II. erhielt eine sorgfältige Erziehung, die ihn auf seine spätere Aufgabe als Landesherr vorbereiten sollte. In der nördlichen Markgrafschaft sollte er verschiedene Ämter übernehmen und darüber hinaus Markgraf in Pforzheim, Eberstein und Besigheim werden.
Über Bernhards II. älteren Bruder Karl I. war das Markgrafenhaus mit dem habsburgischen Kaiserhaus verschwägert. Karl I. hatte Katharina von Österreich, eine Schwester Kaiser Friedrichs III., geheiratet. Dieser Umstand sollte ihn auch an den Hof des Kaisers führen. Zunächst half er aber seinem Onkel René von Anjou in kriegerischen Auseinandersetzungen in Oberitalien. Nach zeitgenössischen Quellen kämpfte er dort geschickt und tapfer. Nach dem Tod des Vaters 1453 kehrte er zurück nach Baden, wo er sich mit seinem Bruder einigte, auf die eigene Herrschaft zu verzichten, „umb unser und des namens, stammes und furstentumes der marggraveschaft Baden wachsens, erens und nutzes willen“.
Anschließend wurde er trotz seines jugendlichen Alters zum persönlichen Gesandten Friedrichs III.
Bernhard II. erkannte eine ganze Reihe von Missständen seiner Zeit und versuchte, Not und Armut beispielgebend zu lindern, indem er den größten Teil seines Einkommens den Bedürftigen überließ. Darüber hinaus fiel er durch eine ausgeprägte Frömmigkeit auf. Schon zu Lebzeiten beeindruckte er damit seine Zeitgenossen.
Unter dem Eindruck der Eroberung Konstantinopels durch die Türken im Jahr 1453 plante das habsburgische Kaiserhaus einen Kreuzzug gegen das expandierende Osmanische Reich. Bernhard II. wurde in die europäischen Fürstenhäuser geschickt, um für dieses Projekt zu werben. Im oberitalienischen Moncalieri starb er während seiner Reise am 15. Juli 1458 an der Pest.

## Verehrung

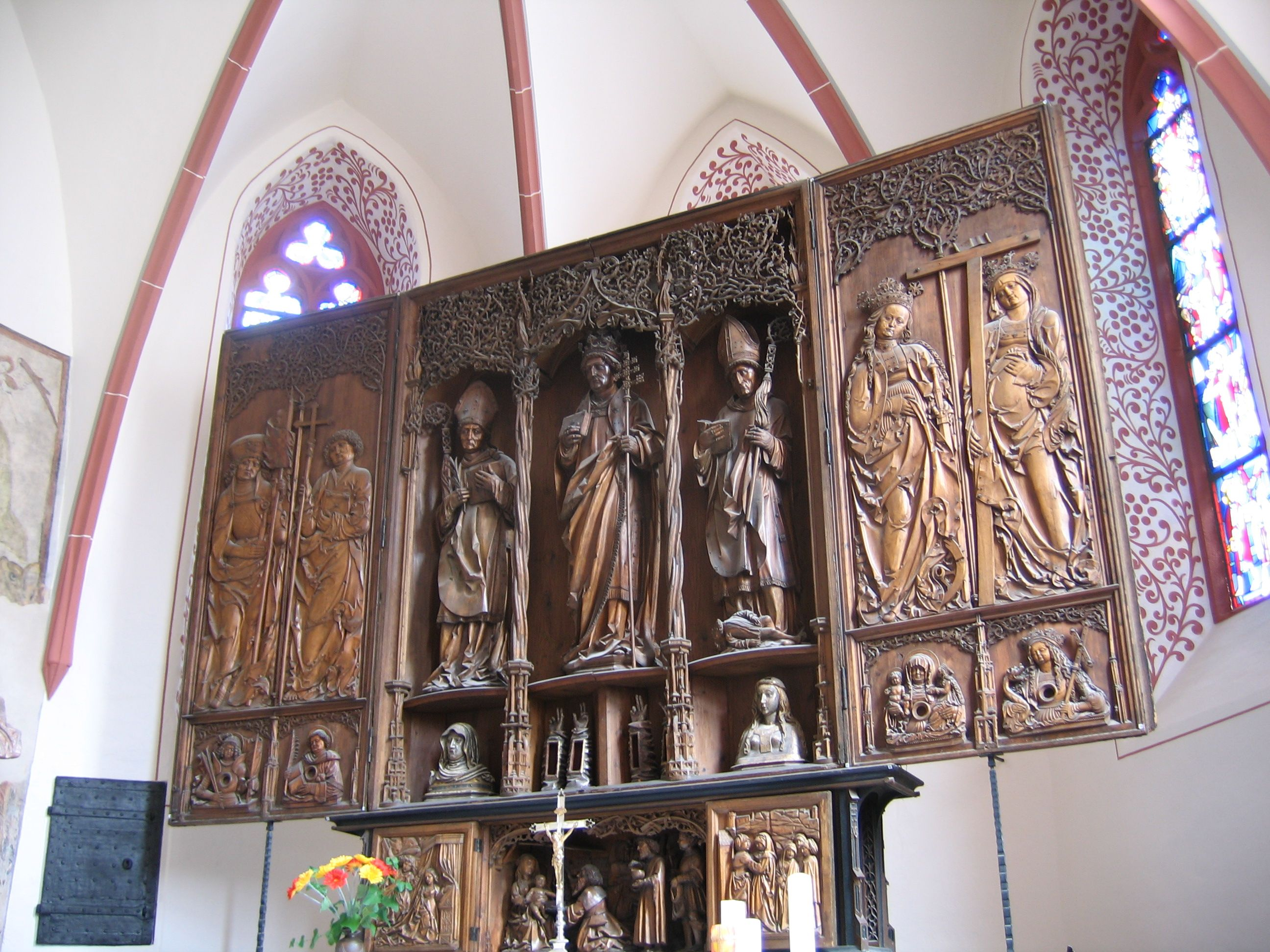
Hochaltar in der Stadtkirche Babenhausen (Hessen), gestiftet von Sibylle von Baden. Auf dem linken Flügel außen: Bernhard von Baden

Sein Grab in der Marienkirche von Moncalieri wurde rasch zum Wallfahrtsort gläubiger Christen. Da an seinem Grab in der Kollegiatstiftskirche in Moncalieri angeblich viele wunderbare Heilungen stattfanden, wurde Bernhard II. im Jahre 1769 seliggesprochen. Aus diesem Anlass erteilte Markgraf August Georg Simpert den Auftrag zum Bau des Bernhardusbrunnens in Rastatt. Die Heiligsprechung als nächster Schritt war dem Markgrafen vermutlich zu teuer.
Nach seiner Seligsprechung hat ihn die katholische Markgrafschaft Baden-Baden zum Schutzheiligen erkoren und feierte dieses Ereignis am 24. Juli 1770; das Erzbistum Freiburg verehrt ihn noch heute als Schutzpatron.
Seine Großnichte, Sibylle von Baden, verheiratet mit Graf Philipp III. von Hanau-Lichtenberg, stiftete einen Hochaltar in der Kirche St. Nikolaus in Babenhausen (Hessen), auf dem er auf dessen linkem Flügel auf der Innenseite dargestellt ist.
Er ist auf dem Wappen von Clausen dargestellt.
Als „Bernardo“ wird er von vielen Menschen in der Region um Moncalieri sehr verehrt. Moncalieri, die Partnerstadt von Baden-Baden, ehrt ihren Schutzpatron mit alljährlich mit dem „Festa die Beato Bernardo“.

### Seligsprechung/Heiligsprechung
Bernhard von Baden ist seit 1769 ein Seliger der römisch-katholischen Kirche (Gedenktag: 15. Juli).
Es bestehen Bestrebungen zu einer Heiligsprechung. Der Antrag wurde ab 17. Juni 2011 in der katholischen Öffentlichkeit diskutiert, nachdem Erzbischof Robert Zollitsch am 16. Mai 2011 einen öffentlichen Aufruf über das Amtsblatt der Erzdiözese begonnen hatte. Dabei entstanden bis November 2012 Dokumente über das Leben Bernhards, die anschließend von der Heiligsprechungskongregation im Vatikan geprüft und dem Papst zur Entscheidung vorgelegt wurden. Am 8. November 2017 erkannte ihm Papst Franziskus den heroischen Tugendgrad als wesentliche Voraussetzung für Heiligsprechung zu. Ein ihm zugeschriebenes Wunder wurde vom Vatikan nicht anerkannt. Der vom Erzbistum angestrengte Heiligsprechungsprozess wurde daher 2018 gestoppt.

### Patrozinium
Unter dem Patrozinium des seligen Bernhard von Baden stehen u. a. folgende Kirchen:
- St. Bernhard in Baden-Baden
- Seliger Bernhard in Forbach-Gausbach
- St. Bernhard in Karlsruhe[8]
- St. Bernhard in Mannheim
- Bernharduskirche in Rastatt
- St. Bernhard in Schopfheim
- St. Bernhard in Sulzburg
- St. Bernhard in Achern-Fautenbach
- St. Bernhard in Seckach, Jugenddorf Klinge[9]

## Informative Weblinks
- Markgraf Bernhard von Baden
- Erzdiözese Freiburg: Initiative zu Heiligsprechung Bernhard von Baden; abgerufen am 26. Oktober 2015
- Gespräch mit dem emeritierten Erzbischof Robert Zollitsch über Bernhard von Baden